# Хосе Лопес Домінгес
Хосе Лопес Домінгес (ісп. José López Domínguez; 29 листопада 1829 — 17 жовтня 1911) — іспанський військовик і політик, голова уряду Іспанії 1906 року.

## Кар'єра
1854 року, будучи лейтенантом артилерії, брав участь у виступах під проводом Леопольдо О'Доннелла. Пізніше був відряджений спостерігачем на Кримську війну та другу війну за незалежність Італії. У 1859-1860 роках брав участь у війні проти Марокко, отримавши звання полковника.
Разом з генералом Серрано брав участь у революції 1868 року. Після цього Лопес Домінгес отримав звання генерала. 1871 року він став особистим військовим радником короля Амадея I. 1873 був призначений на посаду командувача Північної армії під час Третьої карлістської війни, однак того ж року Еміліо Кастелар відкликав його та відрядив до Картахени, де спалахнула кантональна революція. Лопес Домінгес піддав місто інтенсивному бомбардуванню й 12 січня 1874 року Картахена здалась. Після цього він повернувся на північ і взяв Більбао, вибивши звідти карлістів.
1874 року Лопес Домінгес отримав пост генерал-капітана Каталонії. 1883 року він став військовим міністром у кабінеті Посади Еррери. Таку ж посаду він обіймав від 1892 до 1895 року в уряді Сагасти.
У липні 1906, у 77-річному віці, очолив іспанський уряд. Перший місяць одночасно був міністром оборони. За п'ять місяців був змушений вийти у відставку, після чого залишив політичне життя країни.